# Marnardal
Marnardal est une ancienne kommune de Norvège. Elle faisait partie du comté de Vest-Agder.
La commune de Marnardal avait été créé le 1er janvier 1964 et aura vécu jusqu'au 31 décembre 2019 puisque avec la réforme des communes du 1er janvier 2020 Marnardal, Mandal et l'ancienne commune de Lindesnes ont été regroupées pour former la nouvelle commune de Lindesnes.